# UFC Fight Night: Hermansson vs. Strickland
UFC Fight Night: Hermansson vs. Strickland (também conhecido como UFC Fight Night 200 e UFC on ESPN+58) foi um evento de MMA produzido pelo Ultimate Fighting Championship que ocorreu em 5 de fevereiro de 2022 no UFC Apex em Las Vegas, Nevada.

## Background
Uma luta no peso médio entre Jack Hermansson e  Sean Strickland foi marcada para este evento.
Uma luta no peso meio pesado entre Danilo Marques e Jailton Almeida foi marcado para o UFC Fight Night: Holloway vs. Rodríguez. Entretanto, a luta foi remarcada para este evento.
Uma luta no peso mosca entre Malcolm Gordon e Denys Bondar foi marcado para o UFC Fight Night: Vieira vs. Tate. Entretanto, Gordon teve que se retirar da luta e ambos foram escalados para este evento.
Ian Heinisch era esperado para enfrentar Sam Alvey neste evento. Heinisch teve que se retirar da luta e foi substituído por Phil Hawes. Porém, Hawes também teve que se retirar da luta e foi substituído por Brendan Allen.